# رابرت کندی (بازیکن هاکی روی چمن)
رابرت کندی (انگلیسی: Robert Kennedy; ۳۱ ژوئیهٔ ۱۸۸۰ – ۲۲ آوریل ۱۹۶۳) بازیکن هاکی روی چمن اهل جمهوری ایرلند بود.